# Fonds des Nations unies pour la démocratie
Le Fonds des Nations unies pour la démocratie (UNDEF) a été créé par le Secrétaire général de l'ONU, Kofi A. Annan, en 2005 en tant que Fonds de confiance général des Nations unies pour soutenir les efforts de démocratisation dans le monde. Il a été accueilli favorablement  par l'Assemblée générale dans le document final du Sommet mondial de 2005 (A/RES/60/1, paragraphes 136-137) et a été créé par le Secrétaire général de l'ONU.
UNDEF soutient des projets qui renforcent la voix de la société civile, promeuvent les droits humains et encouragent la participation de tous les groupes aux processus démocratiques. La grande majorité des fonds de l'UNDEF sont alloués aux organisations locales de la société civile, tant dans les phases de transition que de consolidation de la démocratisation. Ainsi, l'UNDEF joue un rôle novateur et unique en complémentant le travail plus traditionnel de l'ONU avec les gouvernements pour renforcer la gouvernance démocratique dans le monde. L'UNDEF subsiste entièrement grâce à des contributions volontaires des gouvernements, en 2015, il a atteint près de 170 millions de dollars de contributions et compte plus de 40 pays donateurs, dont de nombreux États à revenu moyen et faible en Afrique, en Asie et en Amérique latine.

## Mission
L'UNDEF soutient des projets qui renforcent la voix de la société civile, promeuvent les droits humains et encouragent la participation de tous les groupes aux processus démocratiques. La grande majorité des fonds de l'UNDEF sont alloués aux organisations locales de la société civile, tant dans les phases de transition que de consolidation de la démocratisation. Ainsi, l'UNDEF joue un rôle novateur et distinct en complémentant le travail plus traditionnel de l'ONU avec les gouvernements pour renforcer la gouvernance démocratique dans le monde. Le Secrétaire général de l'ONU, Ban Ki-moon, a déclaré  que l'accent mis par l'UNDEF « reconnaît une vérité fondamentale sur la démocratie partout dans le monde, à savoir qu'elle est finalement le produit d'une société civile forte, active et vocale. C'est une telle société civile qui favorise la citoyenneté responsable et fait fonctionner les formes de gouvernement démocratique ».

## Soutien et financement
Au cours des 10 cycles de financement jusqu'à présent, l'UNDEF a soutenu plus de 600 projets dans plus de 100 pays.
Les projets de l'UNDEF ont une durée de deux ans et relèvent d'un ou plusieurs des sept domaines principaux suivants :
- Droits et autonomisation des femmes (Égalité des sexes)
- Activisme communautaire
- État de droit et droits humains
- Engagement des jeunes
- Renforcement de la capacité de la société civile à interagir avec le gouvernement
- Médias et liberté d'information
- Outils pour le savoir

Les subventions de l'UNDEF vont de 100 000 à 300 000 dollars américains. Les propositions de projet font l'objet d'un processus de sélection rigoureux et compétitif, car l'UNDEF reçoit en moyenne environ 2 000 à 3 000 propositions par an et seules 50 à 60 sont sélectionnées.

## Financement
L'UNDEF subsiste entièrement grâce à des contributions volontaires des gouvernements, en 2010, il a dépassé 110 millions de dollars américains de contributions cumulatives de la part de 39 pays, y compris un large éventail de pays donateurs non traditionnels en Afrique, en Asie et en Amérique latine. Les contributions à l'UNDEF sont considérées comme une aide publique au développement et plusieurs donateurs choisissent de s'engager sur plusieurs années. Les États-Unis restent le plus grand donateur.

## Gouvernance
En tant que Fonds fiduciaire du Secrétaire général situé au sein du Secrétariat des Nations unies, l'UNDEF relève de l'autorité directe du Secrétaire général des Nations unies. Le Secrétaire général est guidé par le Conseil consultatif de l'UNDEF, qui est composé des sept plus grands pays donateurs de l'UNDEF : les États-Unis, l'Inde, le Japon, le Qatar, l'Allemagne, l'Australie et l'Espagne - ainsi que de six États de différentes régions, choisis pour leur engagement avéré en faveur de la démocratie, de deux représentants d'organisations de la société civile et de trois personnes, dont le président du conseil. Depuis 2007, le président est le professeur Michael Doyle de l'Université Columbia, ancien secrétaire général adjoint des Nations unies chargé de la planification politique sous le secrétaire général Kofi Annan. Tous les membres servent un mandat de deux ans.
Au sein du Secrétariat des Nations unies, le Groupe consultatif du programme UNDEF sert de mécanisme interinstitutions de l'ONU qui fournit des conseils d'experts, notamment sur les recommandations de sélection de projets. Il comprend le Département des affaires politiques, le Département des opérations de maintien de la paix, le Haut-Commissariat des Nations unies aux droits de l'homme, le Bureau d'appui à la consolidation de la paix, le Programme des Nations unies pour le développement, le Fonds de développement des Nations unies pour la femme et l'Office des Nations unies contre la drogue et le crime.
Pour garantir des frais généraux réduits, le bureau de l'UNDEF est géré par une petite équipe de quatre professionnels, dirigée (depuis 2007) par Roland Rich d'Australie, ancien diplomate et directeur du Centre for Democratic Institutions de l'Université nationale australienne.

## Démocratie et Nations Unies
Pour les Nations unies, l'importance de la démocratie et des valeurs démocratiques a été soulignée pour la première fois dans la Charte des Nations unies, ainsi que dans la Déclaration universelle des droits de l'homme. Cela a été ensuite repris dans divers documents - déclarations, conventions, pactes, notamment le Pacte international relatif aux droits civils et politiques qui contient des obligations contraignantes pour les États parties en ce qui concerne les élections, la liberté d'expression, d'association, de réunion et d'autres droits démocratiques fondamentaux. Dans les années 1990, une période caractérisée par d'importants changements dans différentes parties du monde, la démocratie est également devenue le thème de plusieurs conférences internationales, et les principaux organes des Nations unies, y compris l'Assemblée générale, se sont prononcés sur les moyens de renforcer la démocratie.
Ce processus a été accompagné d'une augmentation des activités opérationnelles visant à soutenir les processus de démocratisation par le système des Nations unies. En particulier, en 2000, le Programme des Nations unies pour le développement (PNUD) a placé la gouvernance démocratique au cœur de son programme de coopération pour le développement, en se dotant d'une plus grande expertise interne dans ce domaine et en affectant une part substantielle de ses ressources de base dans cette direction. Une autre évolution significative a été la création en 1992 de la Division de l'assistance électorale au sein du Département des affaires politiques.
Les liens entre la paix et la sécurité internationales, le développement humain durable et la démocratisation ont été de nouveau soutenus par la communauté internationale avec l'adoption à l'unanimité de la Déclaration du Millénaire des Nations unies lors du Sommet du Millénaire en 2000.